# Павловский, Генрих Васильевич
Ге́нрих Васи́льевич Павло́вский (15 октября 1907, село Каменское, Украина, Российская империя — 17 декабря 1973, Ленинград, СССР) — советский живописец и педагог, член Ленинградской организации Союза художников РСФСР.

## Биография
Павловский Генрих Васильевич родился 15 октября 1907 года в селе Каменское на Украине. В 1910 году семья переехала в небольшой городок Ново-Борисов. В 1929 Павловский окончил Витебский художественный техникум и получил направление в Академию художеств для продолжения учёбы. В 1930 году он поступил на первый курс Института пролетарского изобразительного искусства (с 1932 года — Института живописи, скульптуры и архитектуры Всероссийской Академии художеств). В 1937 году Генрих Павловский окончил институт по мастерской профессора А. Осмёркина, дипломная работа — картина «1905 год» (в некоторых источниках приводится другое название работы — «Политических ведут»). В том же году картина была приобретена Государственным Русским музеем, что является редчайшим случаем для дипломных работ студентов.
Впервые работы Павловского были показаны на выставке в 1931 году. С 1937 года он постоянно участвовал в выставках, экспонируя свои работы вместе с произведениями ведущих мастеров изобразительного искусства Ленинграда. Писал жанровые и исторические картины, портреты, пейзажи, натюрморты. В том же 1937 году Павловского принимают в члены Ленинградского Союза художников. Он начинает преподавательскую работу в Ленинградском институте живописи, скульптуры и архитектуры ассистентом в мастерской Александра Осмёркина.
После начала Великой Отечественной войны Генрих Павловский выезжает сначала в Новосибирск, где работает в эвакуированном туда ленинградском академическом театре драмы имени А. С. Пушкина. Там он успевает оформить две постановки, а затем едет в Самарканд, куда к лету 1942 года была эвакуирована Академия художеств. По состоянию здоровья художник не подлежал призыву в Красную Армию (в 1919 году в результате несчастного случая он потерял кисть левой руки и фаланги пальцев на правой руке, здоровыми оставались только два пальца).
В 1944 году Генрих Павловский возвратился в Ленинград и включился в работу по оформлению Музея обороны Ленинграда. С осени возобновил педагогическую работу в Ленинградском институте живописи, скульптуры и архитектуры имени И. Е. Репина, который в июле возвратился из эвакуации. В 1950 году Павловский перешёл на преподавательскую работу в Ленинградское Высшее художественно-промышленное училище имени В. И. Мухиной, где проработал на кафедрах общей живописи и монументально-декоративной живописи до 1973 года.
Среди произведений, созданных Павловским, картины «Портрет машиниста Фёдорова» (1949), «На стройках коммунизма» (1951), «Портрет П. П. Ширшова» (1952), «На Карельском перешейке», «Незамерзающая речка» (обе 1955), «Фрукты. Натюрморт» (1956), «Колхозный двор» (1957), «У камина. Натюрморт» (1958), «Портрет знатного бригадира, монтажника Ленинградстроя А. Демиткина», «Портрет Ивана Шаповалова» (обе 1959), «Зеленогорск. Дом художника», «Пастушок», «Украинский перец» (все 1960), «Знатный строитель экскаваторщик В. И. Кукин» (1961), «Натюрморт с персиками», «Натюрморт с бананами» (обе 1962), «Дыня и виноград», «Завтрак на брёвнах» (обе 1963), «Завтрак в поле», «Тракторист», «Наследник» (все 1964), «Русская снедь», «Огурчики» (обе 1967), «Завтрак обходчика», «Натюрморт. В деревне» (обе 1968), «Натюрморт с дыней» (1969), «Натюрморт с рыбой», «Новый стол» (обе 1971), «Деревенский натюрморт», «Чёрный хлеб и вобла», «Портрет плавщика А. Севастьянова», «Натюрморт с бокалом и айвой» (все 1972), «Подвиг Нади Курченко» (1973) и другие.
Скончался 17 декабря 1973 года в Ленинграде на 67-м году жизни от болезни сердца.
Произведения Г. В. Павловского находятся в Государственном Русском музее в Петербурге, в музеях и частных собраниях в России, Великобритании, Франции и других странах.

## Ученики
- Антипова Евгения Петровна (1917 - 2009)
- Багров Генрих Константинович (1929 - 2002)
- Баскаков Николай Николаевич (1918 - 1993)
- Байкова Евгения Васильевна (1907 - 1997)
- Беляев Дмитрий Васильевич (1921 - 2002)
- Богаевская Ольга Борисовна (1915 - 2000)
- Веселова Нина Леонидовна (1922 - 1960)
- Годлевский Иван Иванович (1908 - 1998)
- Грушко Абрам Борисович (1918 - 1980)
- Добрина Мария Фёдоровна (1920 — 1995)
- Загонек Вячеслав Францевич (1919 - 1994)
- Захарьин Владимир Алексеевич (1909 — 1993)
- Иванова Нина Александровна (1919 - 1974)
- Козловская Марина Андреевна (р. 1925)
- Коровяков Александр Петрович (1912 - 1993)
- Ласточкин Сергей Павлович (1927 - 1992)
- Можаев Алексей Васильевич (1918 - 1994)
- Мухо Николай Антонович (1913 - 1986)
- Орехов Лев Николаевич (1913 - 1992)
- Осипов Сергей Иванович (1915 - 1985)
- Пустовойтов Фёдор Степанович (1912 — 1989)
- Савинов Глеб Александрович (1915 - 2000)
- Скуинь Елена Петровна (1908 - 1986)
- Тетерин Виктор Кузьмич (1922 - 1991)
- Тулин Юрий Нилович (1921 - 1986)
- Харченко Борис Дмитриевич (1927 — 1985)
- Хачатрян Захар Авакович (род. 1924)
- Чекалов Владимир Фёдорович (1922 - 1992)

## Выставки
- 1951 год (Ленинград): Выставка произведений ленинградских художников.
- 1958 год (Ленинград): Осенняя выставка произведений ленинградских художников.
- 1960 год (Ленинград): Выставка произведений ленинградских художников.
- 1972 год (Ленинград): Наш современник. Вторая выставка произведений ленинградских художников.
- 1974 год (Ленинград): Весенняя выставка произведений ленинградских художников.